# Diffusione dinamica della luce
La diffusione dinamica della luce (nota anche come spettroscopia a correlazione di fotoni o diffusione quasi elastica della luce) è una tecnica che nella fisica può essere utilizzata per determinare il profilo della distribuzione di piccole particelle in sospensione o polimeri in soluzione. Può anche essere usata per sondare il comportamento di fluidi complessi come le soluzioni di polimero concentrato.

## Descrizione
Quando la luce colpisce le piccole particelle si disperde in tutte le direzioni (dispersione di Rayleigh) purché le particelle siano piccole rispetto alla lunghezza d'onda (al di sotto dei 250 nm). Se la sorgente di luce è un laser, e perciò monocromatica e coerente, allora si osserva nell'intensità di dispersione (scattering) una fluttuazione dipendente dal tempo. Queste fluttuazioni sono dovute al fatto che le piccole molecole nelle soluzioni sono sottoposte al moto browniano e così la distanza tra gli spargimenti (scatterers) nella soluzione è in continua evoluzione nel tempo. Questa luce diffusa viene sottoposta a un'interferenza o costruttiva o distruttiva da parte delle particelle circostanti e all'interno di questa fluttuazione di intensità le informazioni sono contenute riguardo alla scala del tempo del movimento degli spargimenti (scatterers).
Ci sono diversi modi per ricavare informazioni dinamiche sul movimento delle particelle nella soluzione per mezzo del moto browniano. Uno di questi metodi è la dispersione dinamica della luce, noto anche come diffusione quasi elastica della luce. Le informazioni dinamiche delle particelle vengono derivate da un'autocorrelazione della traccia di intensità registrata durante l'esperimento. La seconda curva di autocorrelazione dell'ordinamento è generata dalla intensità della traccia come segue:
{\displaystyle g^{2}(q;\tau )={\frac {\langle I(t)I(t+\tau )\rangle }{\langle I(t)\rangle ^{2}}}}
dove {\displaystyle g^{2}(q;\tau )} è la funzione di autocorrelazione per un particolare vettore d'onda, {\displaystyle q}, e il tempo di ritardo (delay), {\displaystyle \tau }, e {\displaystyle I} è l'intensità. Nei ritardi (delays) a breve tempo, la correlazione è alta perché le particelle non hanno la possibilità di muoversi in larga misura dallo stato iniziale, nel quale si trovavano. I due segnali sono quindi sostanzialmente invariati quando vengono confrontati dopo solo un intervallo di tempo molto breve. Come i ritardi di tempo si allungano, la correlazione inizia a decadere in modo esponenziale a zero, il che significa che dopo un lungo periodo di tempo trascorso, non vi è alcuna correlazione tra l'intensità di dispersione degli stati iniziale e finale. Questo decadimento esponenziale è legato al movimento delle particelle, in particolare alla diffusività di materia. Per adeguare il decadimento (vale a dire, la funzione di autocorrelazione), vengono usati i metodi numerici, basati su calcoli di distribuzioni assunte. Se il campione è monodisperso allora il decadimento è semplicemente un singolo esponenziale. L'equazione di Siegert riporta la seconda funzione di autocorrelazione d'ordinamento con la prima {\displaystyle g^{1}(q;\tau )} nel modo seguente:
{\displaystyle g^{2}(q;\tau )=1+\beta \left[g^{1}(q;\tau )\right]^{2}}
Dove il parametro β è un fattore di correzione che dipende dalla geometria e dall'allineamento del fascio laser nella sistemazione (setup) della dispersione (scattering) della luce. Esso è pari a circa l'inverso del numero di Speckle (vedi modello di Speckle) dal quale la luce viene raccolta. L'utilizzo più importante della funzione di autocorrelazione è quello di determinare la dimensione.

## Analisi dei dati

### Introduzione
Una volta che i dati di autocorrelazione sono stati generati,  possono essere impiegati differenti approcci matematici per determinarli. L'analisi della dispersione (scattering) è facilitata quando le particelle non interagiscono attraverso collisioni o forze elettrostatiche tra ioni. Le collisioni tra particelle e particelle possono essere eliminate per mezzo della diluizione e gli effetti di carica vengono ridotti tramite l'utilizzo di sali, onde collassare il doppio strato elettrico.
L'approccio più semplice è quello di trattare la prima funzione di autocorrelazione d'ordinamento per un singolo decadimento esponenziale, ovvero, appropriato per una popolazione monodispersa.
{\displaystyle \ g^{1}(q;\tau )=\exp(-\Gamma \tau )}
dove Γ è il tasso di decadimento. Il coefficiente di diffusione traslatorio Dt può essere derivato per un singolo angolo o per un campo di variabilità angolare che dipende dal vettore d'onda q.
{\displaystyle \ \Gamma =q^{2}D_{t}}
con
{\displaystyle \ q={\frac {4\pi n_{0}}{\lambda }}\sin \left({\frac {\theta }{2}}\right)}
dove λ è la lunghezza d'onda del laser incidente, n0 è l'indice di rifrazione del campione e θ è l'angolo in cui il rivelatore è posizionato rispetto alla cella campione.
A seconda dell'anisotropia e della polidispersione del sistema, un diagramma (plot) risultante di Γ/q2 vs. q2 può mostrare o no una dipendenza angolare. Piccole particelle sferiche non mostreranno nessuna dipendenza angolare, perciò nessuna anisotropia. Un diagramma (plot) di Γ/q2 vs. q2 si tradurrà in una linea orizzontale. Le particelle con una forma diversa da una sfera mostreranno anisotropia e quindi una dipendenza angolare quando il tracciato (plotting) di Γ/q2 vs. q2. L'intercettazione sarà in ogni caso il Dt.
Il Dt è spesso usato per calcolare il raggio idrodinamico di una sfera mediante l'equazione di Stokes-Einstein. È importante notare che la dimensione determinata dalla dispersione della luce dinamica è la dimensione di una sfera che si muove allo stesso modo del dispersore (scatterer). Così, per esempio, se il dispersore è un polimero a gomitolo casuale, la dimensione determinata non è la stessa del raggio di rotazione determinato dalla diffusione della luce statica. È anche utile far notare che le dimensioni ottenute includeranno qualsiasi altra molecola o le molecole del solvente che si muovono insieme alle particelle. Così, per esempio l'oro colloidale con uno strato di tensioattivo apparirà maggiormente per mezzo della diffusione dinamica della luce (che comprende lo strato di tensioattivo) che non tramite la microscopia elettronica a trasmissione (che non "vede" lo strato a causa dello scarso contrasto).
Nella maggior parte dei casi, i campioni sono polidispersi. Perciò, la funzione di autocorrelazione è la somma dei decadimenti esponenziali corrispondenti a ciascuna specie della popolazione.
{\displaystyle g^{1}(q;\tau )=\sum _{i=1}^{n}G_{i}(\Gamma _{i})\exp(-\Gamma _{i}\tau )=\int G(\Gamma )\exp(-\Gamma \tau )\,d\Gamma .}
Si è tentati di ottenere dati per {\displaystyle g^{1}(q;\tau )} e di invertire la precedente per estrarre G(Γ).  Dal momento che G(Γ) è proporzionale alla dispersione relativa di ogni specie, contiene informazioni sulla distribuzione delle dimensioni. Tuttavia, questo è conosciuto come un problema mal posto (ill-posed). I metodi descritti di seguito (e altri) sono stati sviluppati per estrarre quante più informazioni utili possibili da una funzione di autocorrelazione.

### Metodo cumulante
Uno dei metodi più comuni è il metodo cumulante, da cui, oltre alla somma di esponenziali precedenti, ulteriori informazioni possono essere derivate circa la varianza del sistema come segue:
{\displaystyle \ g^{1}(q,\tau )=\exp \left(-{\bar {\Gamma }}\tau \right)\left(1+{\frac {\mu _{2}}{2!}}\tau ^{2}-{\frac {\mu _{3}}{3!}}\tau ^{3}+\cdots \right)}
dove {\displaystyle \scriptstyle {\bar {\Gamma }}} è il tasso di decadimento medio e {\displaystyle \scriptstyle \mu _{2}/{\bar {\Gamma }}^{2}} è il secondo indice di ordinamento della polidispersione (o un'indicazione della varianza). Un terzo indice di ordinamento della polidispersione può anche essere derivato, ma questo è necessario soltanto se le particelle del sistema sono altamente polidisperse. Il coefficiente Z di diffusione media traslazionale Dz può essere ottenuto per un singolo angolo o per un campo di variazione angolare che dipende dal vettore d'onda q.
{\displaystyle \ {\bar {\Gamma }}=q^{2}D_{z}}
Si deve notare che il metodo cumulante è valido per un {\displaystyle \ \tau } piccolo e un G(Γ) sufficientemente limitato. Si dovrebbero usare raramente i parametri oltre μ3, perché i dati oltre misura con molti parametri in una serie di potenza di espansione renderà tutti i parametri compresi {\displaystyle \scriptstyle {\bar {\Gamma }}} e μ2, meno precisi.
Il metodo cumulante è molto meno influenzato dal disturbo (noise) sperimentale rispetto ai metodi descritti di seguito.

### Algoritmo CONTIN
Un metodo alternativo per l'analisi della funzione di autocorrelazione può essere conseguito attraverso una trasformata inversa di Laplace nota come CONTIN sviluppata da Steven Provencher. L'analisi CONTIN è ideale per sistemi multimodali eterodispersi, polidispersi che non possono essere risolti con il metodo cumulante. La risoluzione per la separazione di due diverse popolazioni di particelle è di circa un fattore di cinque o superiore e la differenza delle intensità relative tra le due diverse popolazioni dovrebbe essere inferiore a 1 : 10−5.

### Metodo della massima entropia
Il metodo della massima entropia è un metodo di analisi che ha un grande potenziale di sviluppo. Il metodo è utilizzato anche per la quantificazione dei dati della velocità di sedimentazione derivati dalla ultracentrifugazione analitica. Il metodo di massima entropia comporta una serie di passi iterativi per ridurre al minimo lo scarto dei dati idonei da quelli sperimentali e successivamente ridurre la χ2 dei dati adatti.